# Planícies de Canterbury

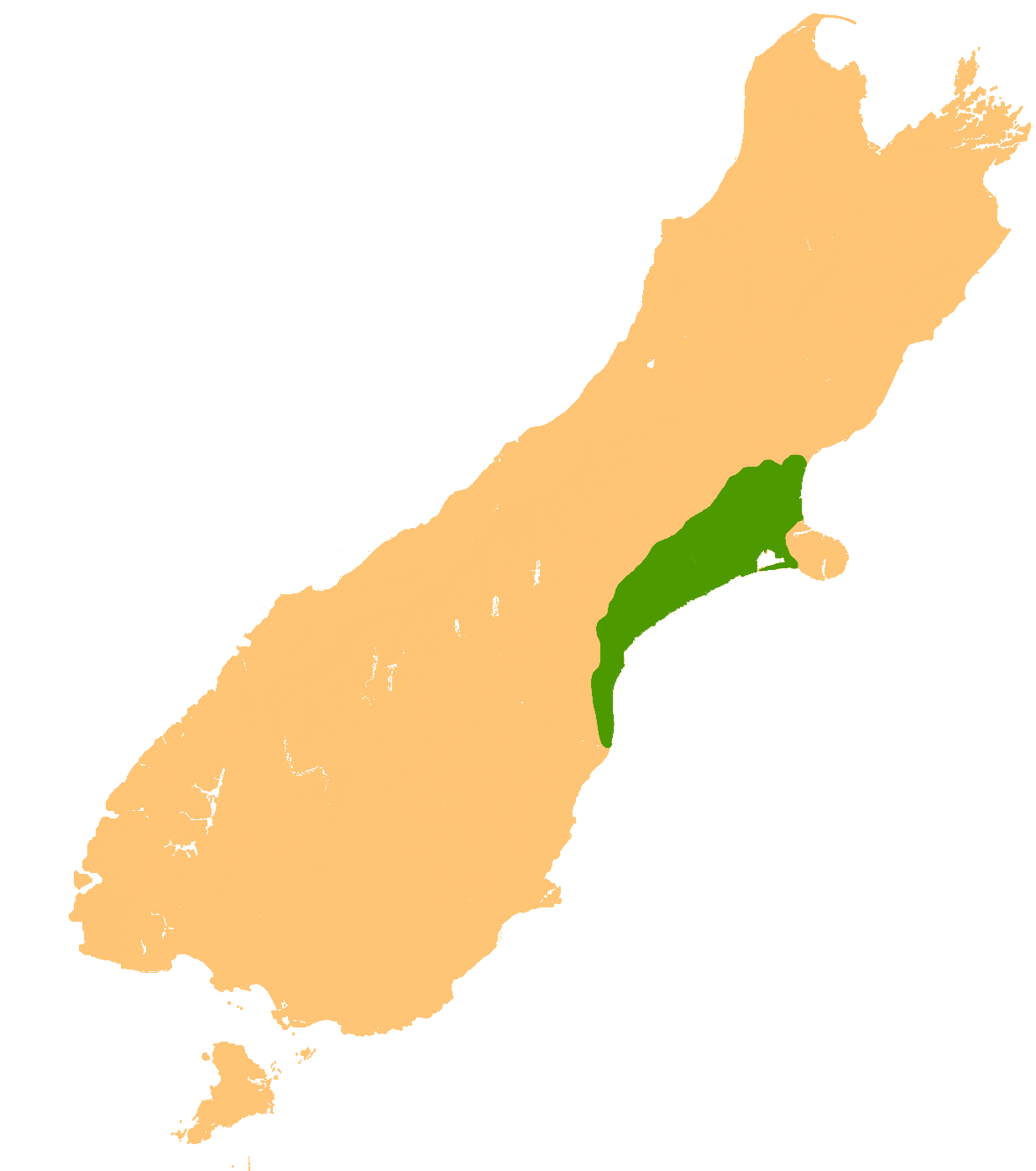
Localização das Planícies de Canterbury

As planícies de Canterbury situam-se na região de Canterbury, na parte centro-oriental da Ilha Sul, Nova Zelândia. Exclui a península de Banks, a leste, de relevo irregular.